# Benjamin Leigh Smith
Benjamin Leigh Smith (Sussex, 12 marzo 1828 – Hampstead, 4 gennaio 1913) è stato un navigatore ed esploratore britannico.

## Biografia
Era figlio illegittimo di Benjamin Leigh Smith (1783–1860), politico dei Whig, e Anne Longden, una modista di Alfreton che morì di tubercolosi nel 1834, quando Benjamin aveva solo 5 anni. Laureatosi nel 1857, ottenuto un Master degree nel 1861, fu iscritto all'albo degli avvocati ma non praticò mai la professione. Attirato dall'esplorazione dell'Artide, tra il 1871 e il 1882, Leigh Smith intraprese cinque grandi spedizioni scientifiche nelle Svalbard e nella Terra di Francesco Giuseppe.
Nel 1871 e nel 1872, sul Samson, esplorò le regioni vergini a nord di Spitsbergen. Nel 1873, sull'imbarcazione a vapore Diana, andò nuovamente nelle Svalbard e portò i rifornimenti a  Nordenskiöld.
Nel 1880 Leigh Smith fece appositamente costruire la goletta Eira (il nome Eira significa "neve" in gallese), un vascello rompighiaggio di legno di 240 tonnellate con un motore di 50 cavalli, lungo 129,6 piedi. Si diresse prima alle Svalbard e poi verso est. Testimoniato da una foto, avvenne uno storico incontro dell'Eira con altre due imbarcazioni nel viaggio verso l'Artide: Eclipse e Hope, a bordo di quest'ultima si trovava Arthur Conan Doyle. Il 14 agosto, attraversato il mare di Barents, l'Eira approdò alla piccola isola di May, a sud dell'isola di Hooker, da lì continuò verso ovest le scoperte iniziate da Julius von Payer a est. Esplorò le coste meridionali dell'isola di Brady fino a capo Neale, nella Terra del Principe Giorgio, scoprendo molte nuove isole.
La seconda spedizione alla Terra di Francesco Giuseppe salpò il 14 giugno 1881 da Peterhead, in Scozia ed entrò il 24 luglio nella baia di Gray (insenatura a sud-ovest della Terra del Principe Giorgio). Il 21 agosto la nave venne schiacciata dai ghiacci a capo Flora, nell'isola di Northbrook. I 25 uomini dell'equipaggio riuscirono a salvare buona parte delle provviste prima che l'imbarcazione affondasse. Costruito un rifugio dovettero svernare lì trascorrendovi i 6 mesi del buio inverno polare. Solo nel maggio del 1882 poterono iniziare i preparativi per raggiungere la Novaja Zemlja a bordo di slitte e di quattro barche. Lasciato capo Flora il 22 giugno, solo il 23 agosto poterono essere messi in salvo presso lo stretto di Matočkin dalle tre navi che erano venute alla loro ricerca: Hope, Willem Barents e Kara.
Dai suoi viaggi egli portò campioni e reperti per il British Museum e per il Royal Botanic Gardens, e due cuccioli di orsi polari per lo zoo di Londra.

## Luoghi che portano il suo nome
- L'isola di Leigh-Smith, situata a est dell'isola di Hooker (Terra di Francesco Giuseppe).
- Il ghiacciaio Leighbreen e Kapp Leigh Smith[7] a Nordaustlandet, nelle Svalbard.

Benjamin Leigh Smith assegnò i nomi a molti luoghi geografici dello Spitzbergen e della Terra di Francesco Giuseppe usando quelli della sua famiglia e del suo equipaggio. Dedicò alla nipote Florence lo stretto Nightingale (che separa le isole Graham Bell, Mabel e Bruce dalla Terra del Principe Giorgio).

## Onorificenze
- Gli fu conferita la Patron's Medal della Royal Geographical Society nel 1881[9].